# Hijiki
Hijiki (ヒジキ, 鹿尾菜 ou 羊栖菜) (Sargassum fusiforme) é uma alga marinha marrom que cresce em litorais rochosos no Japão, Coreia e China. As formas de escrever os kanjis, que são um exemplo de ateji, significam literalmente grama da cauda de cervo ou grama do ninho da ovelha, respectivamente.
O hijiki é um alimento tradicional e vem sendo parte da dieta balanceada japonesa por séculos. O hijiki é conhecido por ser rico em fibras e minerais, como cálcio, ferro e magnésio. De acordo com o folclore japonês, o hijiki ajuda a melhorar a saúde e a beleza; e cabelos finos, negros e lustrosos estão associados ao consumo regular de pequenas quantidades da alga. O hijiki vem sendo vendido nas lojas de produtos naturais do Reino Unido por 30 anos e pratos que levam a alga vem sendo adotados na América do Norte. Estudos recentes mostraram que o hijiki pode conter quantidades tóxicas de arsênio inorgânico, sendo que agências de saúde alimentar de alguns países (que não o Japão) desaconselharam o seu consumo.

## História no Ocidente
Em 1867, a palavra hijiki apareceu pela primeira vez em uma publicação de língua inglesa - A Japanese and English Dictionary, por James Curtis Hepburn.
A partir da década de 1960, a palavra hijiki começou a ser usada amplamente nos Estados Unidos, e o produto (importado em sua forma seca do Japão) tornou-se disponível em lojas de produtos naturais e mercearias de produtos asiáticos, em virtude da influência do movimento macrobiótico, e, a partir da década de 1970, do aumento do número de restaurantes japoneses.

## Aparência e modo de preparo

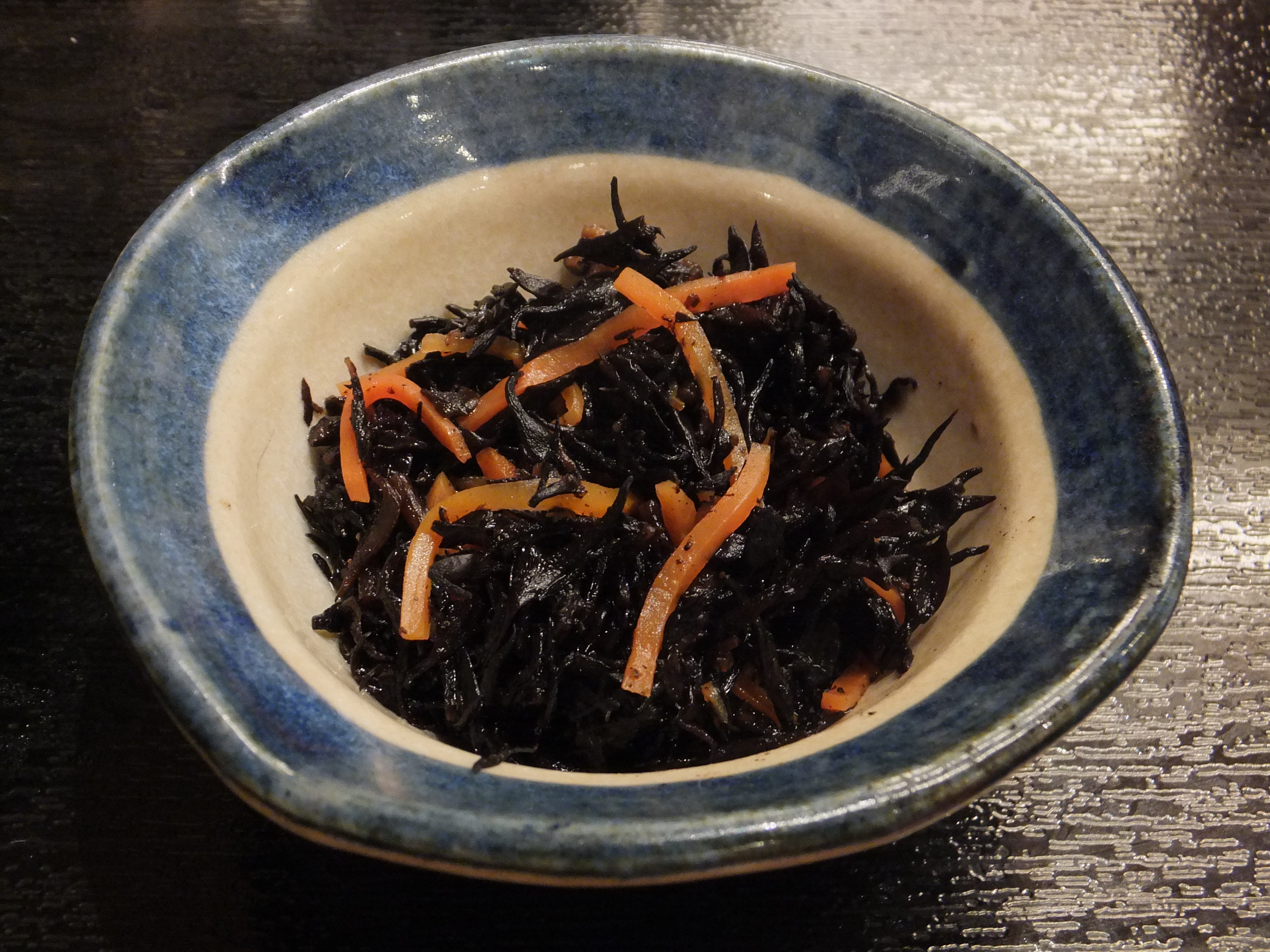
Hijiki cozido

O hijiki é verde ou marrom quando encontrado na natureza. Um pescador e um mergulhador profissional colhem a alga com uma foice quando a maré está baixa, entre março e maio. Após coletar, o hijiki é cozido e ressecado para ser vendido em sua forma seca. Depois de passar por esse processo, ele se torna preto. Para preparar o hijiki seco para comer, ele primeiro é molhado com água e depois cozinhado com ingredientes como shoyu (molho de soja) e açúcar.
O hijiki normalmente é comido com outros alimentos como vegetais e peixes. Ele pode ser adicionado a pratos que foram defumados, cozidos, marinados ao shoyu ou molho de peixe, cozinhado a óleo ou adicionado a sopas. Ele pode ser misturado com arroz para se fazer sushi, mas não é utilizado para enrolá-lo.

## Possíveis riscos à saúde
Algumas agências de saúde alimentar recomendaram aos consumidores a evitarem consumir o hijiki. Resultados de pesquisas indicaram que níveis de arsênio inorgânico estavam significantemente mais altos do que em outros tipos de algas. Esses resultados foram verificados independentemente.